# César Nunes
César Nunes (Belém, 18 de janeiro de 1867 – Rio de Janeiro, c. 1940) foi um cantor e compositor brasileiro. Deu início a sua carreira artística em 1884, na sua terra natal, Belém, Pará, atuando como ator em operetas. Morou ao longo tempo em Portugal e fez bastante sucesso em sua época, chegando a gravar discos pelas gravadoras Columbia, Victor e Odeon.